# Friedrich Wilhelm Niepelt
Friedrich Wilhelm Niepelt (* 10. November 1862 in Striegau; † 26. Mai 1936 in Zirlau) war ein deutscher Entomologe und Naturalienhändler aus der Provinz Schlesien.

## Leben
Friedrich Wilhelm Niepelt besuchte die Volksschule in Striegau und ab 1873 in Freiburg in Schlesien, wo sein Vater ab dieser Zeit eine Gastwirtschaft betrieb. Er lernte nach seiner Schulzeit das Buchbinderhandwerk, ging auf Wanderschaft und durchquerte zu Fuß Schlesien, Sachsen und Thüringen bis Kassel, wo er 4 Jahre arbeitete und seinen Militärdienst ableistete. Nach seiner Rückkehr führte er 1886/1887 auf Anregung des Berliner Kunsthändlers Eduard Gustav Honrath (1837–1893) eine Sammelexursion in der Karibik auf der Insel Kuba durch, wobei Eduard G. Honrath ihm im Vorfeld den Abverkauf seiner Aufsammlungen zugesichert hatte. Nach seiner Rückkehr machte er sich als Naturalienhändler und Inhaber einer Werkstatt für entomologische Geräte in Zirlau bei Freiburg in Schlesien selbständig. Wilhelm Niepelt sammelte Vögel, Münzen und Ethnographica, legte sich als Entomologe im Lauf der Jahre eine eigene umfassende Sammlung von Schmetterlingen an und vereinzelte als Händler ab 1890 Teile seiner erworbenen Sammlungen und eigenen Aufsammlungen. 1896 vereinzelte er die Restbestände der Aufsammlungen seiner 1886/1887 durchgeführten Kuba-Exkursion und 1906 vereinzelte er die Lepidopteren-Aufsammlungen von Erich Feyer aus Riobamba in Ecuador.
Er war seit 1896 auswärtiges Mitglied des Berliner Entomologischen Vereins, seit 1897 Mitglied des Entomologischen Vereins Iris zu Dresden, wurde 1904 Mitglied des Vereins für schlesische Insektenkunde zu Breslau und ist unter anderem Erstbeschreiber des Pfauenspinners Antheraea gschwandneri Niepelt, 1918, den er zu Ehren des Wiener Entomologen Robert Gschwandner (1875–1927) sowie des Edelfalters Tanaecia heringi Niepelt, 1935, den er zu Ehren des Entomologen und Kurators am Zoologischen Museum der Friedrich-Wilhelms-Universität zu Berlin Martin Hering benannte.
Er war mit dem norwegischen Entomologen und Arachnologen Embrik Strand befreundet, der umfangreiches Material aus seinen Aufsammlungen bearbeitete und als Dank mehrere Taxa ihm zu Ehren benannte. Johannes Röber benannte ihm zu Ehren den Edelfalter Morpho niepelti Röber, 1927, Carl Ribbe den Weißling Delias niepelti Ribbe, 1900, Max Draudt den Pfauenspinner Automeris niepelti Draudt, 1929, und Gustav Weymer den Weißling Dismorphia niepelti Weymer, 1909.
Die Restbestände seines Lagers, insbesondere Lepidoptera, gingen Ende 1938 an den Entomologen Hans Kotzsch (1901–1950) aus Dresden. Der Großteil seiner Sammlung befindet sich heute am Naturwissenschaftlichen Museum der Universität Breslau und ist Gegenstand intensiver wissenschaftlicher Bearbeitung.

## Schriften (Auswahl)
als Autor
- Eine neue Tanaecia von Sumatra. In: Internationale Entomologische Zeitschrift, 29, 2, 1935, S. 13–15 (zobodat.at [PDF]).

als Herausgeber
- mit Embrik Strand: Lepidoptera Niepeltiana. Abbildungen und Beschreibungen neuer und wenig bekannter Lepidoptera aus der Sammlung W. Niepelt. Urban & Co, 1914 (biodiversitylibrary.org), Tafel I–XII (biodiversitylibrary.org)
- mit Embrik Strand: Lepidoptera Niepeltiana. 2. Teil Abbildungen und Beschreibungen neuer und wenig bekannter Lepidoptera aus der Sammlung W. Niepelt. Selbstverlag des Herausgebers, Zirlau bei Freiburg i. Schl. Dezember 1916 (biodiversitylibrary.org), Tafel XIII–XVII (biodiversitylibrary.org)
- mit Embrik Strand: Nachträge zu Lepidoptera Niepeltiana. Herrmann Heiber, Freiburg i. Schl. September 1918 (biodiversitylibrary.org), Tafel XVIII (biodiversitylibrary.org)